# Taquile
La isla de Taquile (Intika en quechua), en el lago Titicaca, pertenece al distrito de Amantaní, Puno, Perú. La isla está situada a 45 km de Puno la capital regional. Cuenta con una población de unos 2200 habitantes. La villa principal se encuentra a 3.950 m s. n. m. y el punto más alto de la isla llega a los 4.050 m s. n. m. La isla pertenece al dominio lingüístico del idioma quechua y el gentilicio de sus habitantes es taquileño/a.

## Historia

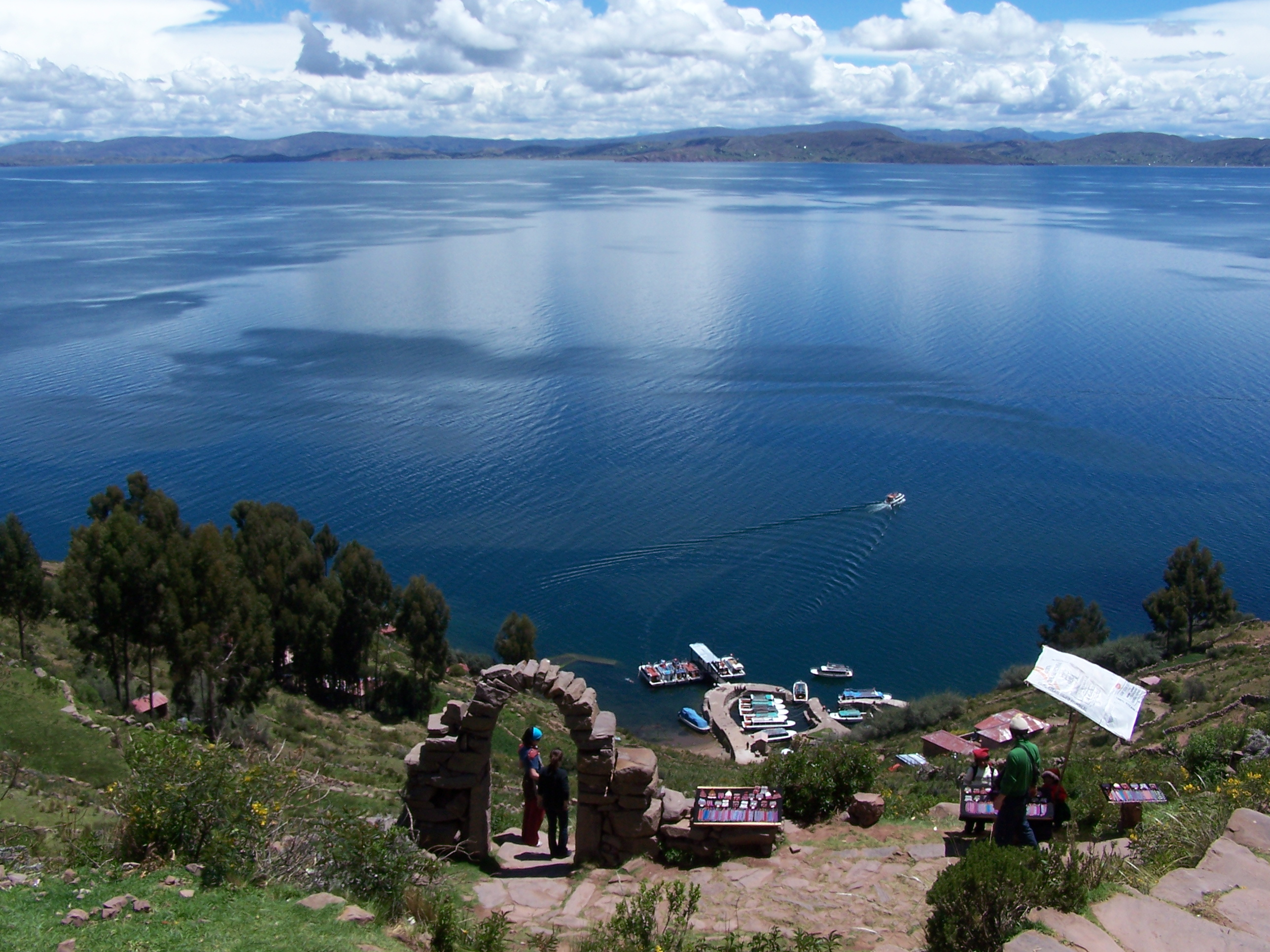
Vista del Lago Titicaca desde Taquile.

La isla de Taquile fue parte del Imperio Incaico, y se pueden apreciar algunos restos arqueológicos. Esta isla fue uno de los últimos sitios incas que capitularon frente a los españoles en el siglo XVI. Posteriormente fue tomada en nombre del emperador Carlos V y finalmente pasó a la corte de Pedro Gonzales de Taquila, de cuyo apellido deriva su nombre. Los españoles prohibieron la vestimenta tradicional incaica, por lo que los isleños tuvieron que adoptar la vestimenta campesina que aun hoy usan. En 1922 fue lugar temporal de exilio del entonces mayor Luis Miguel Sánchez Cerro, que en 1931 sería presidente del Perú.

## Geografía
La isla mide 5,5 km por 1,5 km, siendo la segunda isla más extensa del lago con una superficie de 5,72 km², en su parte peruana, después de Amantaní. La vertiente occidental es casi vertical, mientras que la oriental ofrece una pendiente menos inclinada. El pueblo de Taquile se encuentra a 140 m sobre el nivel del lago, a 3 950 m s. n. m. Gracias al efecto termorregulador del lago, en la isla existe un microclima que es favorable a la agricultura.

## Sociedad

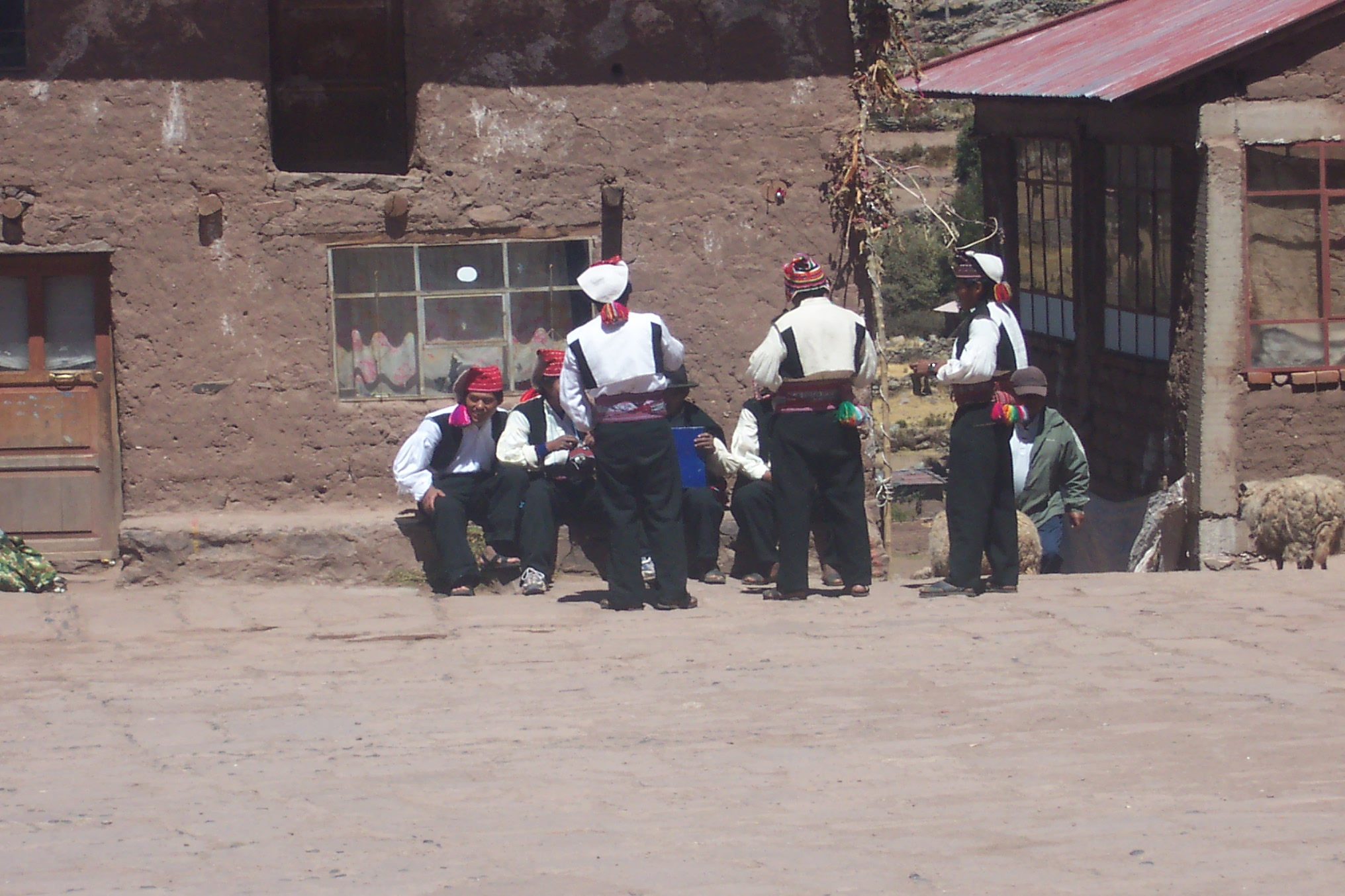
Reunión de hombres en la plaza del pueblo.

La sociedad taquileña está basada en el trabajo colectivo y en el código moral Inca "Ama sua, ama llulla, ama quella" (no robarás, no mentirás y no serás perezoso). Actualmente su economía se basa en la pesca, la agricultura de la papa en los andenes y el turismo, recibiendo anualmente 40 000 turistas. Los taquileños son especialmente conocidos por sus tejidos, los que son de confección muy fina. "Taquile y su arte textil" fueron reconocidos "Obras Maestras del Patrimonio Oral e Intangible de la Humanidad” por  UNESCO.
La vida en Taquile transcurre casi sin cambios siendo poco afectada por la modernidad del continente. No hay vehículos ni hoteles en la isla, sólo hay unas pequeñas tiendas que venden los productos básicos. La mayoría de las familias utilizan velas o linternas con baterías o manivelas. Pequeños paneles solares se han instalado recientemente en algunos hogares.

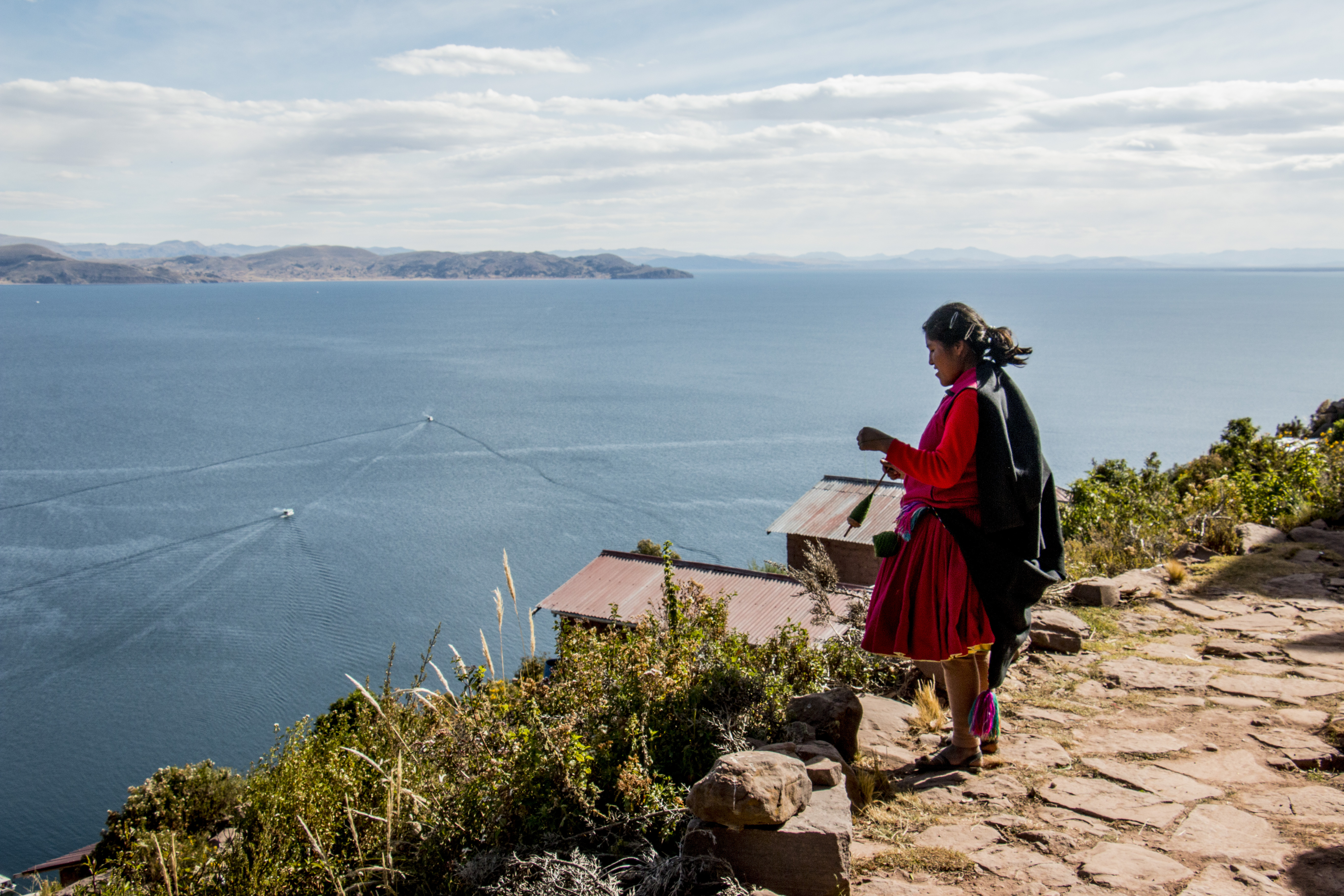
Una mujer frente a la puerta de su casa, en la isla de Taquile.

Los taquileños son conocidos por haber creado un modelo innovador del turismo controlado por la comunidad, ofreciendo hospedaje en las casas con las familias, el transporte, y restaurantes para turistas. Desde que el turismo comenzó a llegar a Taquile en los años setenta los taquileños poco a poco han perdido el control sobre el turismo de masas organizado por personas de fuera de la isla. Los taquileños han desarrollados modelos de turismo alternativo, incluyendo el alojamiento para grupos, actividades culturales y guías locales, que han terminado recientemente un programa de formación de dos años. Además, una agencia local de Viajes (Munay Taquile) se ha establecido para recuperar el control sobre el turismo.
La isla posee una flora distintiva varias de sus especies usadas por los habitantes, por ejemplo el Kolle, que es el árbol utilizado para cubrir las casas y para leña, la flor de la cantuta (la flor nacional del Perú), el chukjo (utilizado como detergente) y la muña (para la enfermedad de estómago). La coca es traída desde Puno y proviene principalmente de Cuzco.
La fauna en Taquile se compone de animales de granja: carneros, ovejas, vacas, cuyes y gallinas. Los perros y los gatos son raros y si se desea tener uno hay que pedir permiso a las autoridades de la comunidad.
Taquile también posee ciertos platos típicos. El desayuno consiste de dos tortitas con azúcar o pan con huevos con un té hecho de muña o coca. Para el almuerzo, una sopa de verduras, pescado con arroz y tomate y ensalada de cebolla. Para la cena la gente taquileña sirve una sopa de verduras con pan.

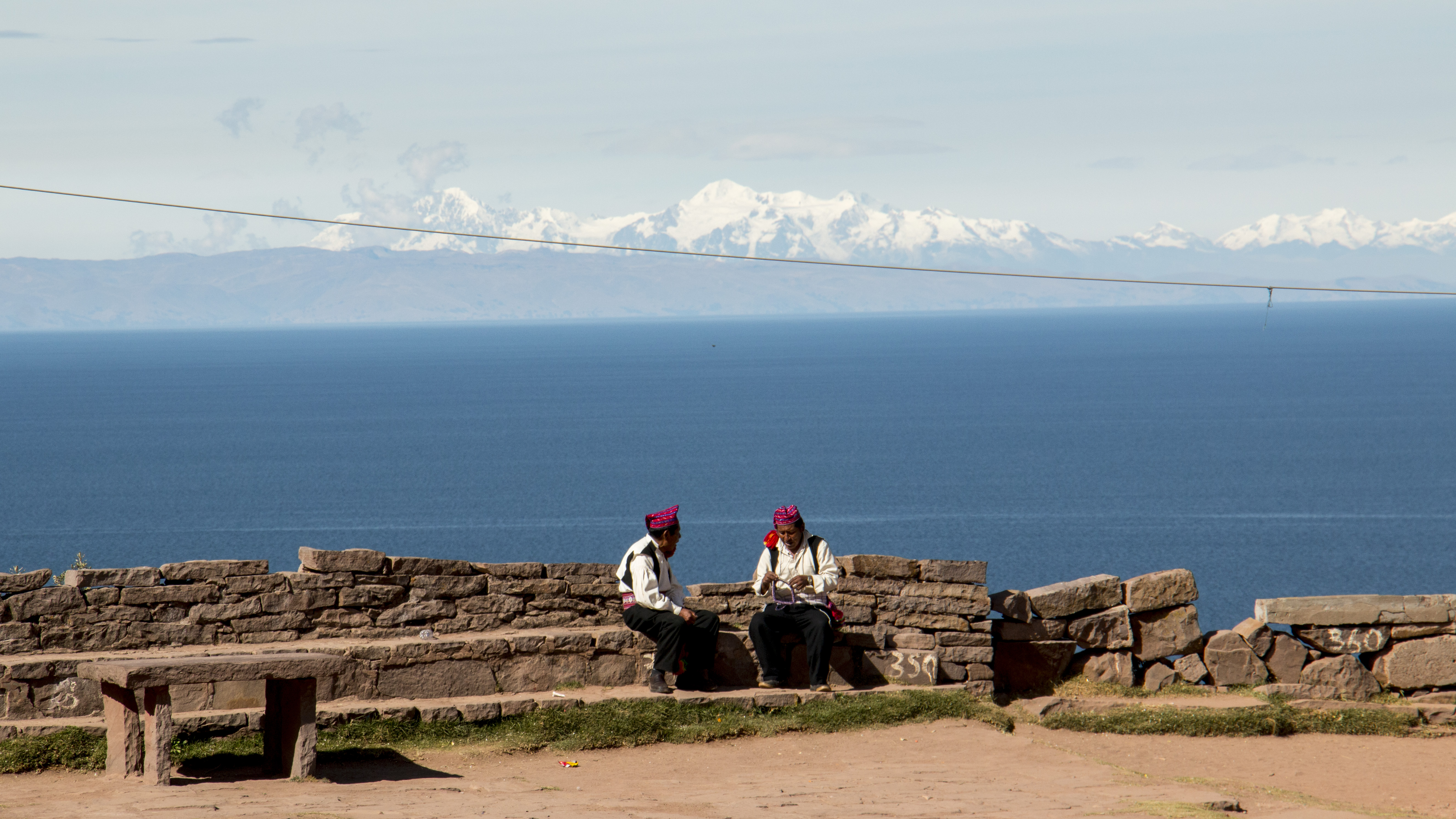
Plaza central de Taquile.

La isla está dividida en seis sectores o suyus para ayudar a la rotación de cultivos. 
La mayoría de los habitantes de Taquile son católicos. Se adaptaron esta religión armonizando su cultura ancestral con la cristiana. La madre tierra (Pachamama), la principal deidad andina determina la abundancia de la cosecha y la fertilidad, y a la que ofrecen una serie de pagos (ofrenda) al año y tres hojas de coca antes de cada actividad o viaje. Dios está presente durante todo el año en las festividades. Hay dos iglesias católicas (la más grande en el centro y otro en Huayllano) y una iglesia Adventista (en Huayrapata).

## Textiles
El tejido es realizado exclusivamente por hombres, comenzando en la primera infancia. Las mujeres hilan lana y usan vegetales y minerales para teñir la lana que usará la comunidad. Las mujeres también son las tejedoras de los chumpis, los cinturones anchos con diseños tejidos usados por todos en la comunidad de Taquile.

## Vestimenta étnica
Las prendas que utilizan los lugareños, conservan reminiscencias de tiempos precolombinos, tanto en su calidad, diseño y simbología.
Las mujeres visten una blusa roja y muchas faldas multicolores, recubiertas con una amplia falda negra. El talle es ceñido, con un fino cinturón guinda. La cabeza y la cara son protegidas del sol por un largo manto negro.
Los hombres usan un pantalón tejido de color negro, camisa blanca y chaleco corto, cuya forma y colores determinan su función en el seno de la comunidad. Llevan además una larga faja bordada, cuyo tejido describe mediante simbolismos propios de la isla, los eventos que han marcado la vida de la pareja. El chullo o gorro finamente tejido, permite diferenciar los hombres casados de los solteros. La forma de la cola del chullo, señala si está buscando pareja.

## Arqueología

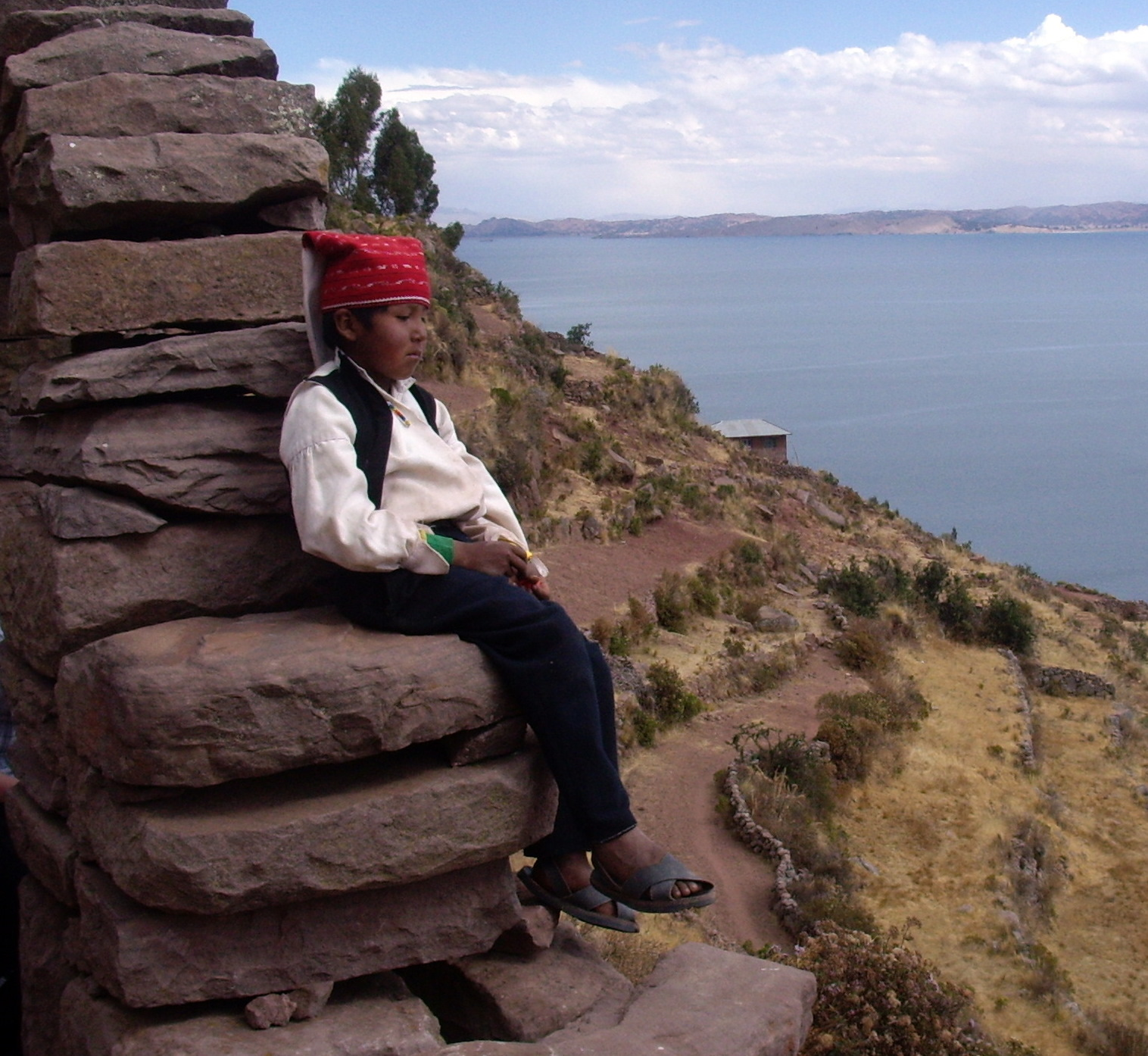
Niño con vestimentas típicas.

La historia de Taquile se remonta a la época preincaica. Existen chullpas que servían de vivienda en esa época en la cima de la colina denominada "la isla", construidas enteramente en piedras labradas. Estas tienen la forma de pequeñas habitaciones rectangulares, y la entrada, contrariamente a las tumbas de Sillustani, es amplia y permite la entrada de una persona de pie.
Taquile cuenta también con una estación de radio que funciona con paneles solares. Un hecho curioso es que dentro de la isla no habita ningún perro.
Existen cinco sitios con construcciones pre-incas, ubicadas en puntos estratégicos a lo largo de la isla. Son: Mulsinapata en Estancia Suyo, Cruzpata en Chanopampa Suyo, Quanopata en Collata Suyo y Quinuapata y Pukarapata en Kallino Suyo.
El Hatun Nan (Camino Grande), conduce a las ruinas y bellas playas de Huallano y Collata Suyo. Hay varios miradores naturales que permiten tomar fotos espectaculares de la isla y el Lago Titicaca.